# کامیلا گومز آرس
کامیلا گومز آرس (انگلیسی: Camila Gómez Ares؛ زادهٔ ۲۶ اکتبر ۱۹۹۴) بازیکن فوتبال اهل آرژانتین است.
وی همچنین در تیم‌های ملی فوتبال Argentina women's national under-20 football team و زنان آرژانتین بازی کرده‌است.